# 小西俊造
小西 俊造（こにし しゅんぞう、1918年11月3日 - 2012年10月27日）は、日本の教育者。医学者。山口大学第6代目学長。医学博士（1950年、京都大学にて取得）。

## 略歴
兵庫県出身。1942年9月に京都大学医学部卒業。1950年「麻疹予防に関する研究」で同大学にて医学博士。1963年10月、山口県立医科大学教授に就任。1969年4月山口大学医学部附属病院長、1978年3月同大学学長となる。1984年2月同大学任期満了にて退官。同大学名誉教授となる。2012年10月、故郷の相生市にて多臓器不全のため93歳にて他界。

## 研究・論文
- 小西俊造、「麻疹予防に関する研究 (第3篇) 人体に於ける臨床的及び免疫学的研究」 『VIRUS』 1952年 2巻 4号 p.266-278, doi:10.2222/jsv1951.2.266, 日本ウイルス学会
- 小西俊造、「麻疹予防に関す研究 (第4篇) 麻疹予防実施成績」 『VIRUS』 1952年 2巻 4号 p.278-280, doi:10.2222/jsv1951.2.278, 日本ウイルス学会
- 「乳児期における弱毒性生ポリオウイルスワクチン投与成績,特に非ポリオウイルスとの関連についての知見補遺」（小児科紀要刊行会、1963年）[4]
- 小西俊造, 楳田実, 河村実雄, 柳沢慧, 井内岩夫, 中島弘二、「先天性多奇形の1例」 『日本先天異常学会会報』 1965年 5巻 4号 p.239-, doi:10.24540/cgafa.5.4_239_1, 日本先天異常学会
- 小西俊造, 堀田尚、「Treacher-Collins症候群の一例」 『日本先天異常学会会報』 1969年 9巻 4号 p.251-, doi:10.24540/cgafa.9.4_251_2, 日本先天異常学会
- 小西俊造、「18トリソミー症候群 (染色体異常(特集)) -- (臨床)」『臨床科学』 1970年 6巻 5号 p.642-646, NAID 40018585605
- 柳沢慧, 小西俊造、「2,3の転座染色体の螢光染色による識別」 『日本先天異常学会会報』 1971年 12巻 4号 p.285-, doi:10.24540/cgafa.12.4_285_1, 日本先天異常学会

## 書籍
- 「小児科学提要」(金原出版、1976年)
- 「小児急性発疹症の臨牀 （医学書院、1955年）

## 栄典
- 1991年4月 勲二等旭日重光章受賞。
- 1992年10月  相生市名誉市民[5]